# NGC 1217
NGC 1217 eine aktive Spiralgalaxie mit ausgedehnten Sternentstehungsgebieten vom Hubble-Typ Sa im Sternbild Fornax am Südsternhimmel. Sie ist schätzungsweise 276 Millionen Lichtjahre von der Milchstraße entfernt und hat einen Durchmesser von etwa 145.000 Lj. Gemeinsam mit PGC 11642 bildet sie ein gravitativ gebundenes Galaxienpaar.

Im selben Himmelsareal befindet sich u. a. die Galaxie IC 1875.
Das Objekt wurde  1835 vom britischen Astronomen John Herschel entdeckt.